# هيثم أبو خليل
هيثم أبوخليل إعلامي وناشط سياسي وحقوقي مصري ولد في محافظة الإسكندرية، وأحد قيادات العمل الطلابي خلال حقبة الثمانينات وعضو سابق في جماعة الإخوان المسلمين. ومدير مركز ضحايا لحقوق الإنسان بالإسكندرية، أحد الداعين للمشاركة في ثورة 25 يناير وأحد رموزها السكندرية وكان قد انتقد ضعف مشاركة جماعة الإخوان المسلمين في بداية الثورة، تقدم باستقالته من المجلس الثوري المصري في أغسطس 2015.
وقد أثار مركز ضحايا لحقوق الإنسان الكثير من القضايا الهامة في المجتمع المصري أبرزها قضية العبارة السلام 98
كذلك قضية سيد بلال الذي قتل من جراء التعذيب بعدما تم اعتقاله علي خلفية أحداث كنيسة القديسين وفضح ملف انتهاكات حقوق الإنسان في مصر، كذلك كان لمركز ضحايا الفضل الأول في تصدير فضيحة هدم النظام المصري لمدرسة الجزيرة الإسلامية وضرب الأطفال والاعتداء علي أولياء الأمور وإصابة أحدهم ويدعي حمادة عبد اللطيف بشلل رباعي جراء الاعتداء عليه.
وهو وأحد قيادات جماعة الإخوان المسلمين السابقين بالإسكندرية وصاحب المدونة الشهيرة «متر الوطن بكام» والتي تنبأت بقيام ثورة مصر بمجرد أن يعتصم مائة ألف مصري بميدان التحرير تحديداً وهو أيضاً أحد المساهمين الفاعلين في إنشاء تجمع للمدونين تحت مسمى «يلا نفضحهم» لمناهضة التعذيب وأحد المساهمين في إنشاء مدونة تحت هذا الاسم لفضح تجاوزات وزارة الداخلية في عهد الرئيس السابق حسني مبارك
ويعتبر أحد القيادات الشابة داخل الجماعة والذي أحدت استقالته المسببة عقب الثورة دوي هائل لما تضمنته من الكشف ولأول مرة عن إتفاق سري عقده اللواء عمر سليمان نائب رئيس الجمهورية السابق ورئيس جهاز المخابرات السابق مع الدكتور محمد مرسي القيادي الإخواني أنذاك ورئيس الجمهورية السابق والدكتور سعد الكتاتني رئيس الكتلة البرلمانية للإخوان في برلمان 2005 ورئيس حزب الحرية والعدالة سابقا
كما أنه صاحب كتاب إخوان إصلاحيون الذي أثار جدل واسع لما تضمنه من توثيق لتجارب الإصلاح الممنوعة داخل الجماعة خلال العقود الماضية.
تم انتخابة رئيس للجنة الحقوق والحريات في المجلس الثوري المصري وعضو المكتب التنفيذي للمجلس في 8 أغسطس 2014 في أسطنبول - تركيا.
وله مشاركات عديدة في كثير من البرامج الحوارية علي الفضائيات المصرية والعربية والعالمية تختص بمناقشة الشأن السياسي والحقوقي في مصر.
ويعمل حالياً مقدم تليفزيوني لبرنامج «حقنا كلنا» علي قناة الشرق المصرية التي تبث من تركيا.

## مشاركاته في مجال حقوق الإنسان
قام بتمثيل مصر في العديد من المؤتمرات الحقوقية على مستوى العالم
- مجلس حقوق الإنسان بالأمم المتحدة في دورته المنعقدة في جينيف مارس 2014.[6]
- كوالامبور - ديسمبر 2013 ورقة: مرصد عالمي مصري لحقوق الإنسان..متي نراه..؟
- واشنطن - مارس 2014 ورقة: تطوير الخطاب الحقوقي للغرب
- جينيف -مارس 2014 : الكشف عن حالة اغتصاب ممنهجة لطالب مصري
- تركيا - يونيو 2014 : التنسيق الحقوقي المصري الغائب
- صاحب فكرة ومقدم برنامج حقنا كلنا علي قناة الشرق والذي يختص بالشأن الحقوقي في الشرق عامة ومصر خاصة.[7]
- مقدم برنامج «حوار بلا أسرار» على قناة الشرق.